# Сотэсан
Сотэсан (кор. 소태산?, 少太山?) (5 апреля 1891 — 1 июня 1943) духовный эпитет (кор. 법호?, 法號? попхо) основателя учения вон-буддизма Пак Чунбина (кор. 박중빈?, 朴重彬?).
Родился в 1891 году в деревне Киллён (кор. 길룡리) уезда Йонгван (кор. 영광군) провинции Южная Чолла (кор. 전라남도) в семье простого крестьянина.
С семи лет его начали одолевать неотступные вопросы, касающиеся бытия человека и явлений природы. С возрастом эти вопросы не ослабевали, а напротив только усиливались, полностью захватывая все его сознание. Результатом этого духовного труда явилось просветление, произошедшее 28 апреля 1916 года. Эта дата стала началом вон-буддийского учения, провозглашенного под девизом «С Великим Раскрытием материи свершим Великое Раскрытие духа».
По достижении просветления Сотэсан знакомится с доступными ему священными писаниями: христианским (ветхим и новым заветами), буддийскими, конфуцианскими, даосскими, писанием учения Тонхак. Он обнаружил, что Истина, которую он познал, открывалась до него всем совершенномудрым, и что основное ядро всех учений, в принципе, одинаково. Разница состоит только лишь в глубине просветления совершенномудрого.
Прочитав Алмазную сутру, он воскликнул: «Будда Шакьямуни воистину мудрейший из мудрецов!» … «Я принимаю Будду Шакьямуни за своего учителя и буду брать от него своё начало!» … «В будущем, открывая общину, я буду опираться на дхарму Будды».

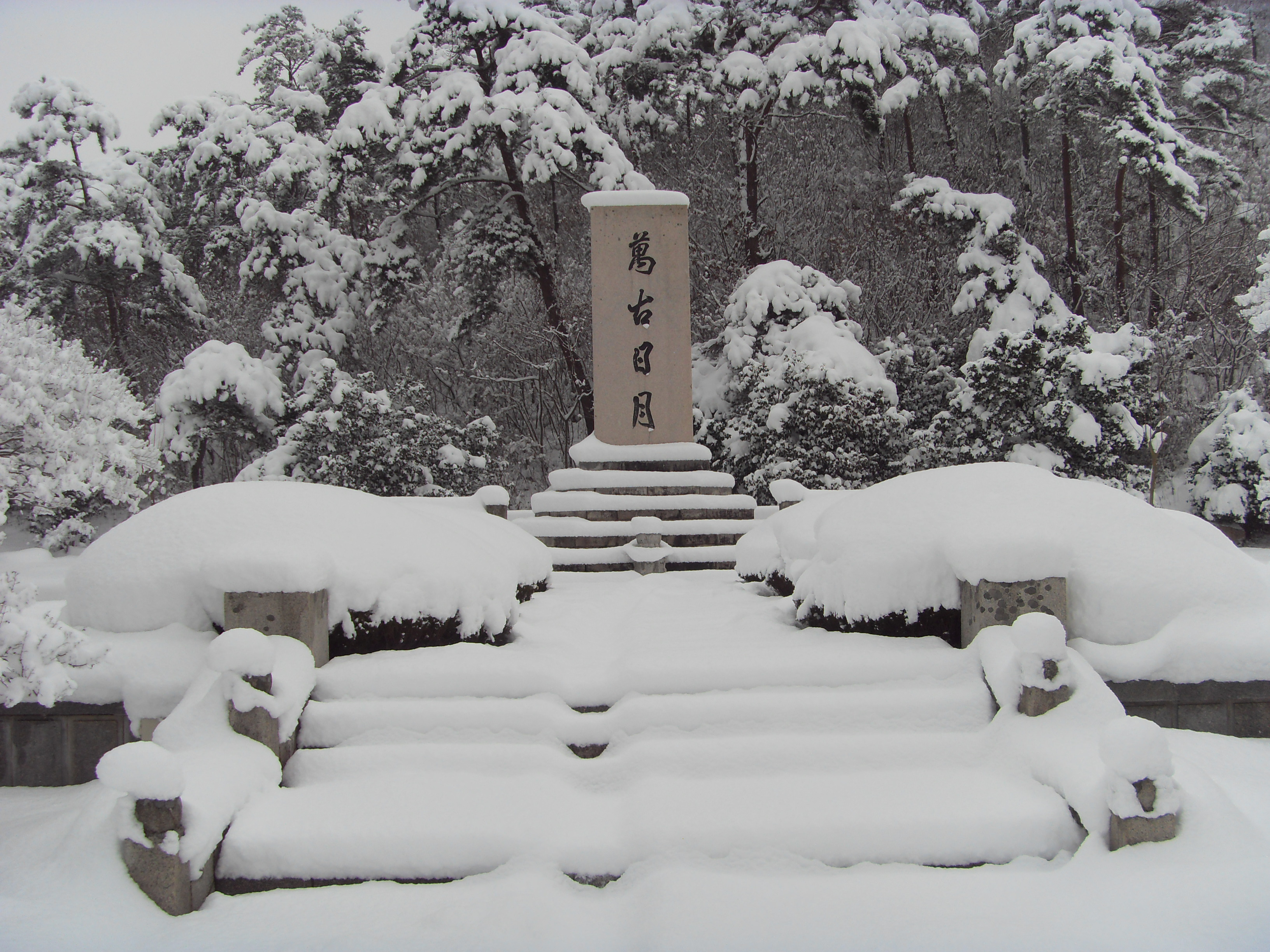
Памятник на месте обретения Сотэсаном просветления. Йонсан (영산, д. Киллён)

В марте 1919 года для закладки экономической базы общины Сотэсан и его ученики, не имея специальных знаний и оборудования, совершают осушение затопленных прибрежных территорий с целью создания сельскохозяйственных угодий. Всего в результате этих работ было осушено 13,5 га, из них под рисовые поля были освоены земли площадью 8,5 га (кор. 정관평?, {{{2}}}? Чонъ Гван Пхёнъ).
В апреле 1924 года община Сотэсана официально принимает название «Общество исследования дхармы Будды» (кор. 불법연구회?, 佛法硏究會?).
В августе 1924 года принимается решение о строительстве штаб-квартиры общины в г. Иксан.
В марте 1943 года Сотэсан заканчивает написание базового писания вон-буддизма — «Фундаментальной книги вон-буддизма» и сдает рукопись в типографию.
1 июня 1943 года в возрасте 52 лет Сотэсан скончался.